# Protialmenus penunga
Protialmenus penunga är en fjärilsart som beskrevs av Edwards 1957. Protialmenus penunga ingår i släktet Protialmenus och familjen juvelvingar. Inga underarter finns listade i Catalogue of Life.